# Euconosia
Euconosia är ett släkte av fjärilar. Euconosia ingår i familjen björnspinnare.
Kladogram enligt Catalogue of Life:
| Euconosia | \| \| Euconosia aspersa \| \| \| \| \| \| Euconosia obscuriventris \| \| \| \| \| \| Euconosia xylinoides \| \| \| \| |
|           | \| \| Euconosia aspersa \| \| \| \| \| \| Euconosia obscuriventris \| \| \| \| \| \| Euconosia xylinoides \| \| \| \| |
|           | Euconosia aspersa |
|           | |
|           | Euconosia obscuriventris                                                                                              |
|           | |
|           | Euconosia xylinoides                                                                                                  |
|           | |